# Bernhard Abel
Bernhard Abel (27 de septiembre de 1928 en Siegen - muerto el 7 de julio de 2019) fue un educador deportivo y profesor universitario alemán.

## Vida
Se graduó de la escuela secundaria en Menden, Sauerland en 1949.  Luego estudió biología y deportes en Colonia hasta 1954. En 1956 aprobó el segundo examen estatal y luego trabajó como profesor de secundaria en Colonia. En 1961 completó su tesis doctoral en la Universidad de Colonia. Abel comenzó su servicio como profesor de ejercicios físicos en la Universidad de Educación de Renania entre 1963 y 1970 cuando ocupó el cargo de profesor en la universidad, luego fue asesor científico y profesor.  En 1980, Abel aceptó una cátedra en el Instituto de Didáctica del Deporte de la Universidad Alemana de Deportes en Colonia, que ocupó hasta su jubilación en 1993. Además, fue director de deportes universitarios en la universidad del deporte hasta 1993 y también ocupó el cargo de director general del Instituto de Didáctica del Deporte hasta 1990. 
Trabajó principalmente en el área de la didáctica del deporte escolar, en especial en escuelas primarias y secundarias. 
Murió en 2019 con una edad de 90 años y fue enterrado en el cementerio de Gronau. 